# ハービー・マッド大学
ハービー・マッド大学（英語: Harvey Mudd College）は、アメリカ合衆国クレアモント (カリフォルニア州)に本部を置く私立大学。1955年に設置。通称はHMCもしくはMudd。ハーベイ・マッド大学ともいう。
全米屈指のエリート校で、もっとも入学が難関な大学のひとつとして知られる。学年約200人という徹底した少数精鋭の方針をとっており、アメリカでもっとも博士課程に学生を送り込んでいる大学のひとつでもある。
リベラル・アーツ・カレッジに分類されるが、理系の学位のみしか取得できない。カリフォルニア工科大学やマサチューセッツ工科大学と並ぶ、高度なSTEM教育を提供している。
特に、コンピュータサイエンスとエンジニアリングの教育が顕著で、卒業生は先端技術産業の集積地であるシリコンバレーの名だたるテック関連企業に重宝される。ハードサイエンスの学位取得を目指す学生にとって、全米最高の大学の1つと見なされている。
また、卒業生の所得平均がアメリカ国内でもっとも高い。2020年の  PayScaleのCollege Salary Report によると、卒業生の所得（十年以上勤務した者の所得の中央値）は $162,500 （およそ1,700万円）で、これは2位以下に続く MIT, 海軍兵学校、プリンストン大学、カリフォルニア工科大学 を抑え、4年連続で全米１位である。 

## 歴史
大学の名前は、 Cyprus Mines Corporation（キプロス鉱山公社）の初期投資家の一人であるHarvey Seeley Muddにちなんで付けられた。彼は教育機関の新設計画に関与していたが、ハーベイ・マッド大学の開校前に亡くなった。そのため、彼の友人や家族が出資し、彼の名を冠した大学となった。
1955年に設立されたが、, 1957年に授業が開始され、48人の学生と1つの建物（寮）であるMildred E. Mudd Hallが設立された。授業と食事はCMCで行われ、研究室は追加の建物が建設されるまでバクスター・サイエンス・ビルディングで行われた。Jacobs Science Building（1959年）、Thomas-Garett Hall（1961年）、Platt Campus Center（1963年）と追加の建物ができるまでは、Baxter Science Buildingで授業や食事を行っていた。1966年には、キャンパスは学生283名、教員43名にまで成長した。

## キャンパス

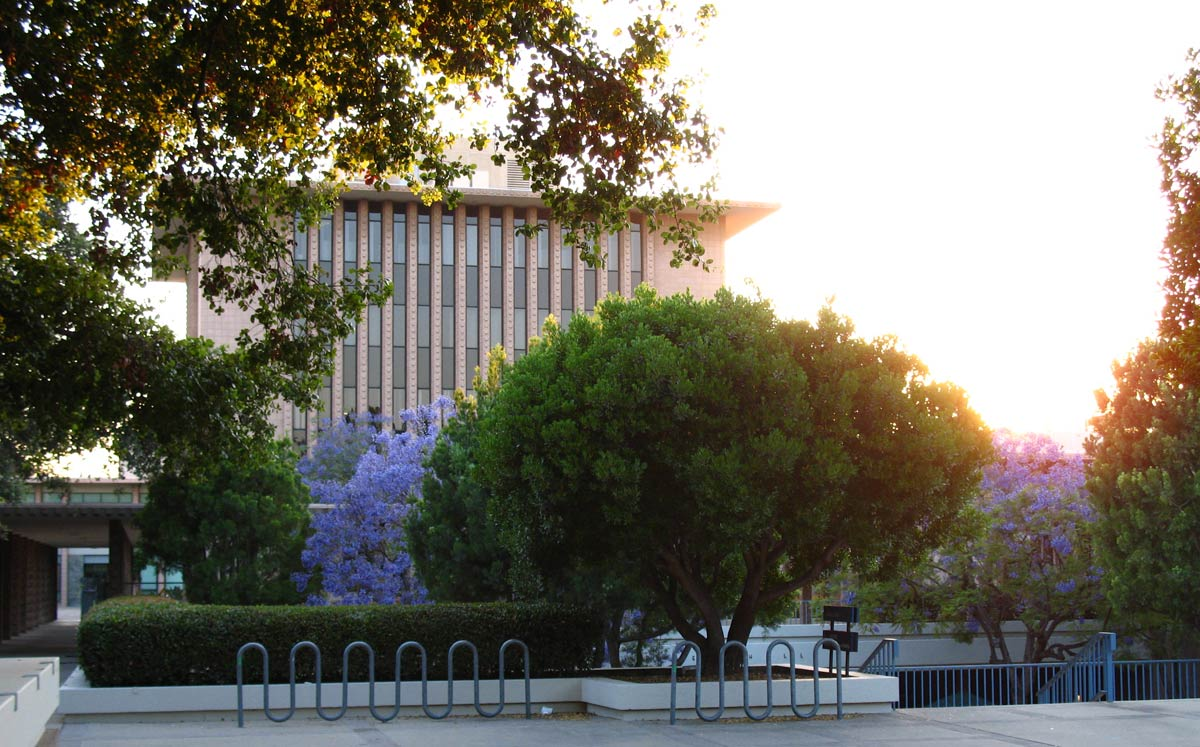
The former Norman F. Sprague Memorial Library

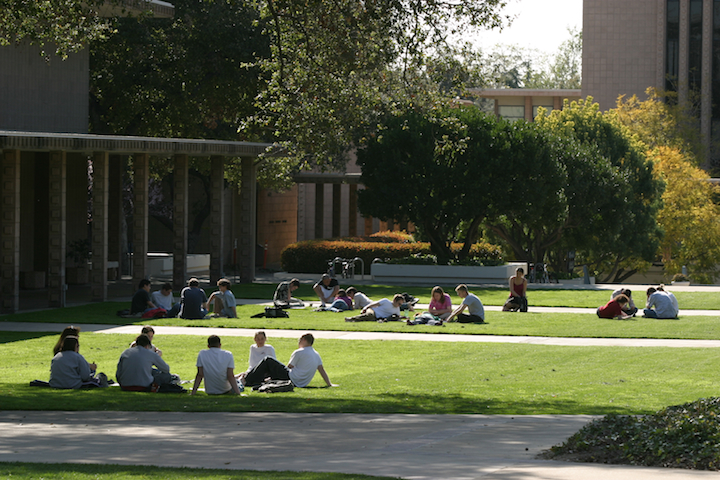
Outdoor classes at Harvey Mudd

ロサンゼルス ダウンタウンから東56kmに位置し、キャンパスの北にはサン・ガブリエル山脈が連なる。クレアモント・カレッジズ・コンソーシアムの5つの大学の１つであり、授業や施設を共有している。残り4つのカレッジ、2つの大学院はそれぞれ徒歩圏内にあり横の交流が文武ともに盛んである。
エドワード・ダレル・ストーンが設計し、1959年に完成したオリジナルのキャンパスの建物は、スケートボードのフックとして使用されているコブ状のコンクリートの四角形を特徴としており、ハーベイ・マッド大学の学生が親しみを込めて "warts" (イボ) と呼んでいる。 なお、学校の非公式マスコットである "Wally Wart"（ウォリー・ワート）は、擬人化されたコンクリートのイボである。
エドワード・ダレル・ストーンが自身のデザインを「モダニズムの傑作」とみなしている一方で、2013年に『Travel + Leisure』誌は、これを「アメリカで最も醜い大学キャンパス」のひとつに挙げ、「殺風景なスラブサイドの建物をボザール様式の装飾で重ねたもの」と指摘した。

### 寮
ほとんどの学生は4年間、38エーカーのキャンパス内にある9つの寮のいずれかに住む。毎年春休み後に部屋割りが決定され、4人から9人の学生がシングル、ダブル、トリプル、いずれかの形式の部屋に住み、それぞれの部屋はコモンスイートラウンジと呼ばれるラウンジとバスルームを共有する。

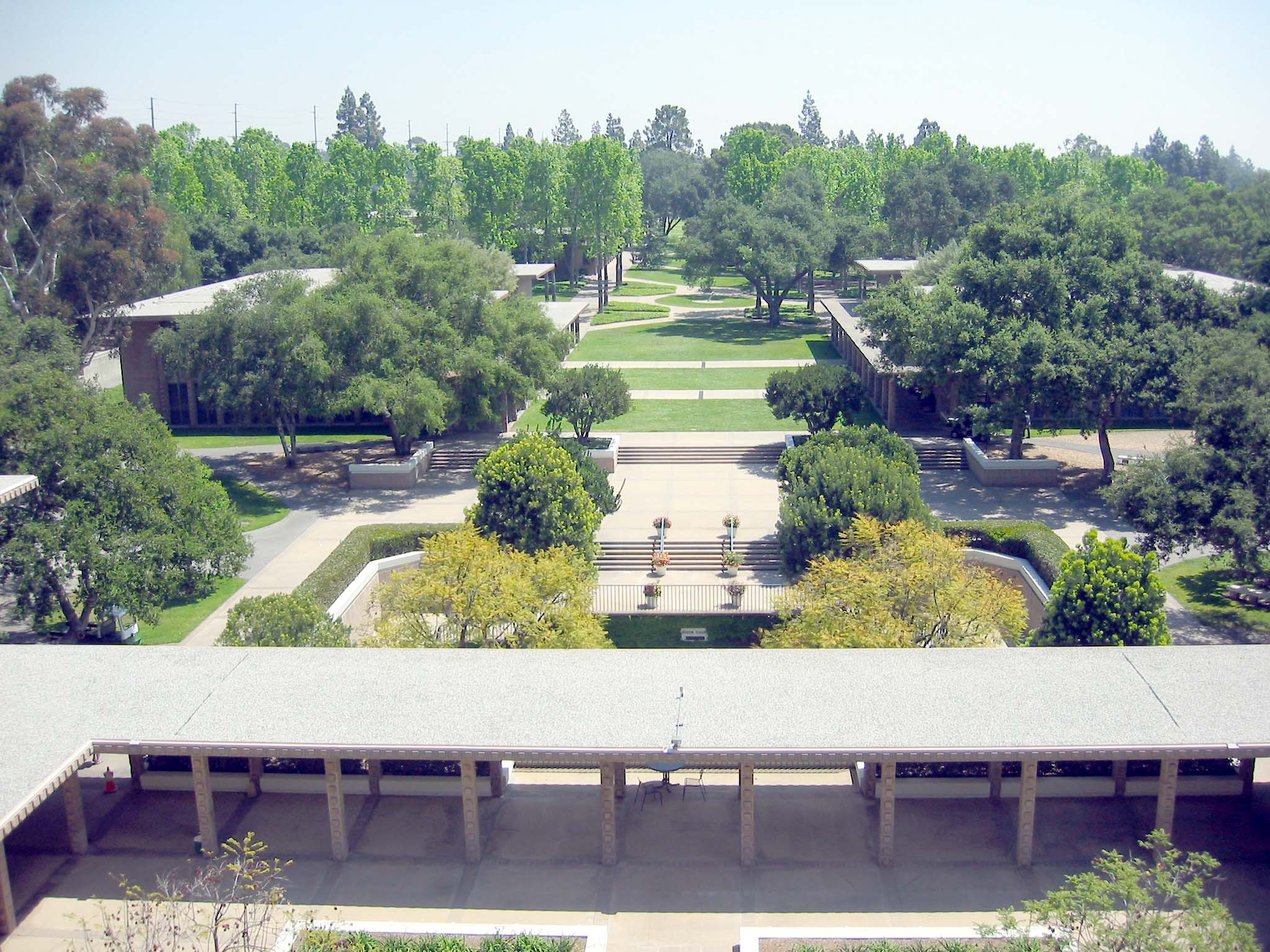
View of central campus, looking out of the former Norman F. Sprague Memorial Library.

ハーベイ・マッド大学の寮の正式名称は以下の通り（建設順）。
- Mildred E. Mudd Hall ("East")
- West Hall ("West")
- North Hall ("North")
- Marks Residence Hall ("South")
- J. L. Atwood Residence Hall (Atwood)
- Case Residence Hall (Case)
- Ronald and Maxine Linde Residence Hall (Linde)
- Frederick and Susan Sontag Residence Hall (Sontag)
- Wayne and Julie Drinkward Residence Hall (Drinkward)[14]

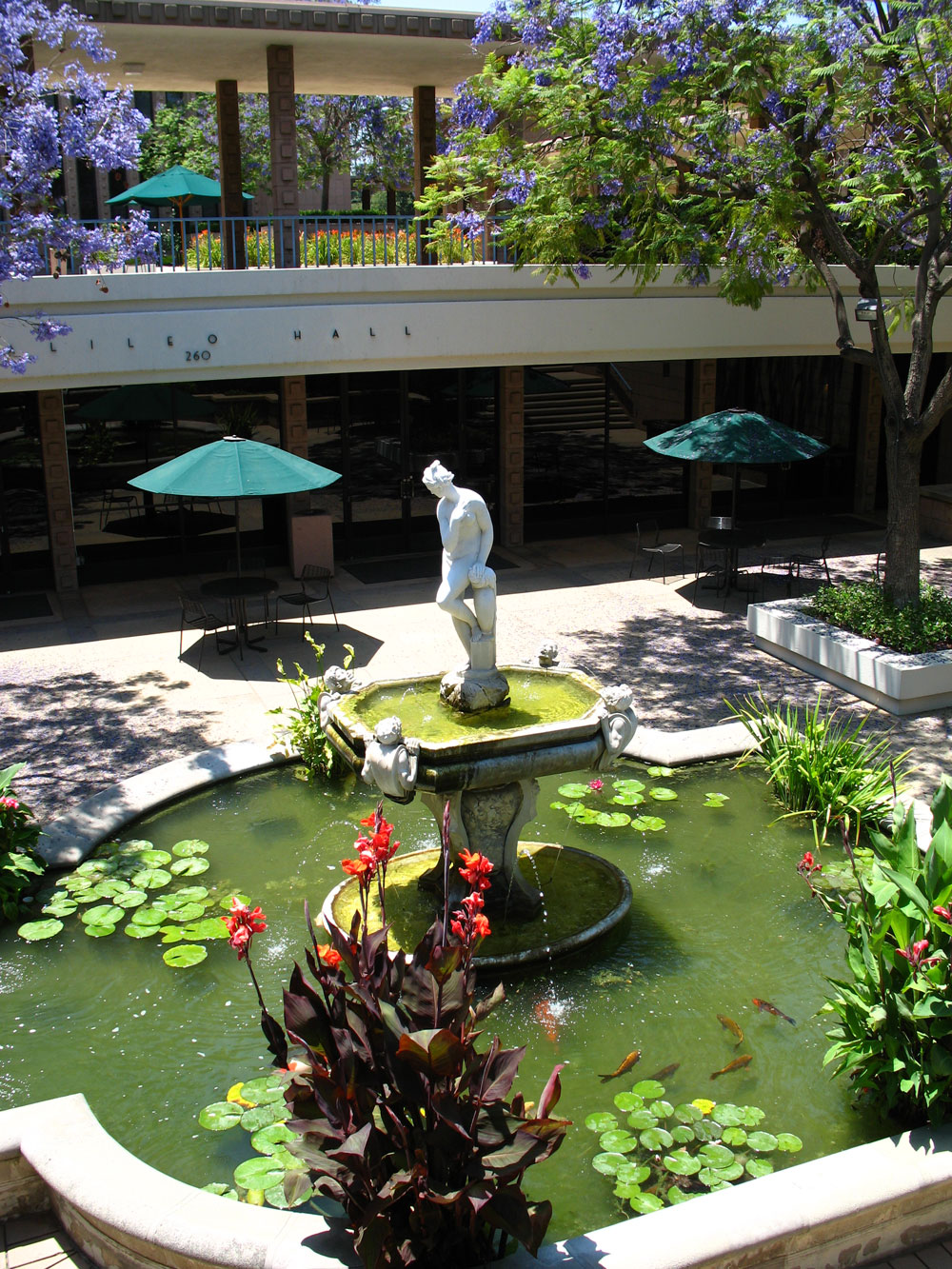
Galileo Hall and Hixon Courtyard

“Linde Dorm” と “Sontag Dorm” が追加されるまで、”Atwood Dorm” と “Case Dorm” は “New Dorm”と”New Dorm II” と呼ばれることがあり、”Mildred E. Mudd Hall” と “Marks Hall” は “East Dorm” と “South Dorm”と呼ばれることがほとんどであった。”Case Dorm” の建設中、一部の学生がいたずらで工事測量用の杭をすべて6インチだけ移動させた。
5番目、6番目、7番目、8番目、9番目に建設された寮は、それぞれAtwood、Case、Linde、Sontag、Drinkwardである。これらの寮は当初、一部の学生から”The Colonies”（コロニー）と呼ばれていたが、これは比較的新しく、キャンパスの一番端にあるからであった。現在では一般的に ”The outer dorms” と呼ばれている。また大学は当初、新しい寮に隣接するアパートを購入して学生を追加収容していたが、Sontag Dorm が建設されたために取りやめになった。
ハーベイ・マッド大学の学生は、学年に関係なくどの寮にも住むことができるため、いくつかの寮には長年の伝統やいわゆる「個性」が受け継がれている。

## 教育

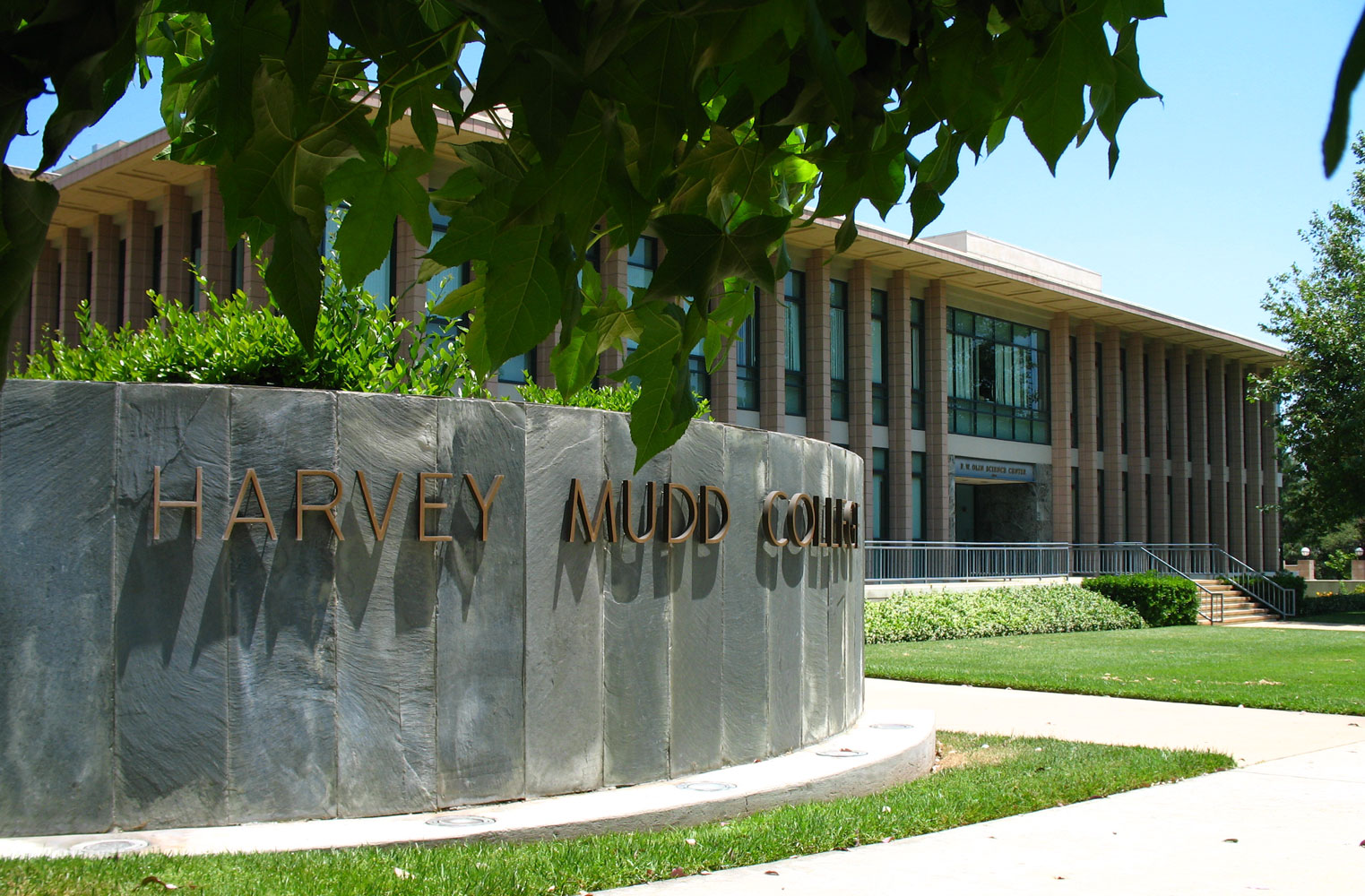
Harvey Mudd College entrance on Dartmouth Ave.

少人数教育に重点を置いており、4学年合計895名に対し常任教授が115人と、学生と教授の人数比は8：1である。57%の授業の平均学生数が20人以下であり、教授と学生との距離が特別に近い。
「STEM分野と人文・社会科学に精通した技術者、科学者、数学者を育成し、各々の仕事・研究が社会に与える影響を明確に理解した上で、それぞれの分野でリーダーシップを発揮できるような人材を育成する」ことを"mission"としており、これを軸にした授業形態となっている。
"Harvey Mudd College seeks to educate engineers, scientists, and mathematicians well versed in all of these areas and in the humanities and the social sciences so that they may assume leadership in their fields with a clear understanding of the impact of their work on society."
大学側は学生に多くの課題を要求する。学内の各所に黒板があり、議論が活発に行われるほか、夜遅くまで課題に取り組む生徒が多いことから、コーヒーの無料提供が行われている。
人種・ジェンダーにおいて、もっとバランスが取れた大学の一つでもある。女性48%、男性52%であり、白人38%、黒人2%、ヒスパニック13%、アジア系アメリカ人20%、混血8%、留学生13%、その他（イヌイット・ネイティブ・アメリカン・ハワイ先住民を含む）5%である。

### 学位
ハーベイ・マッド大学では理系のみの学位：
- Biology
- Chemistry
- Computer Science
- Engineering
- Mathematics
- Physics
- Joint Major in Chemistry and Biology
- Joint Major in Computer Science and Mathematics
- Mathematical and Computational Biology
- Joint Major in Mathematics and Phtsics

が提供されている。HMCのすべての学生は、通常、1年生と2年生の間に、同大学のコモン・コア・カリキュラム（Common Core Curriculum）を履修することが義務付けられている。これには、コンピュータサイエンス、エンジニアリング、生物学、化学、物理学、数学、ライティング、および Critical Inquiry Courseが含まれる。また、学生は、個別研究プログラム（IPS）や、他のクレアモントカレッジが提供する2700の授業を含む、キャンパス外の専攻を選択することもできるが、その場合は、ハーベイ・マッド大学が専攻として提供しているSTEM分野の一つを副専攻として履修することが条件となる。 卒業時の学士（理学）はハーベイ・マッド大学から授与される。

### 生徒の研究
通常、総合大学の教授は、自身の研究や大学院生への教育が中心であるのに対し、リベラル・アーツ・カレッジであるハーベイ・マッド大学の教授は学部生のみに教育する。このため、高度なSTEM教育がティーチングアシスタントなどを通さない直接的な手段で提供され、生徒は密な関係を教授と構築できる。
大きな特徴として、研究機会が豊富なことが挙げられ、学部一年からの研究活動が必須となっている。しかし、生徒の人数自体が少ないため、研究機会を得ること自体を争う必要はない。また、少人数であることは、授業の課題を助け合うなど、縦横の仲間意識を強めている。これらの点が、"リベラル・アーツ・カレッジと研究大学の良いとこどり"である「理系のリベラルアーツカレッジ」と呼ばれる所以である。
生徒は、教授の研究に参加するのではなく、自身の研究を計画できることが多い。3・4年生が携わる、実際の産業界の顧客のためにプロジェクトを実践する“Clinic Program”は1963年に始まり、産学連携の先駆けとなった。他の大学にも取り入れられ、世界的にも認知されている。このプログラムを通じて過去に1,800以上のプロジェクトが完遂し、Google、マイクロソフト、アマゾン、NASAジェット推進研究所、HP Inc.などを含む、550の企業がスポンサーとなっており、プロジェクトから生じた知的所有権も保持している。論文の共同執筆や学会発表の機会を含め、教授からの手厚いサポートを受けられることも、博士課程への進学実績に反映されている。

## 受験
米国で、最難関大学と位置づけされている。極めて高い高校成績と大学進学適性試験成績、そして顕著な理系の課外活動が要求される。
Class of 2023 では、4,045人の応募があり、553人が合格（合格率13.7％）であった。
なお、200人の学年のうち、留学生は10%前後であり、日本人の在校生はいない。
入学した224名の新入生のうち、GPAは0.0~4.0段階で4.17（APなどの追加試験による成績点の加算による) であり、SATの平均点は1530であった。（これはハーバード大学（1520）やイェール大学（1515）、スタンフォード大学（1505）よりも高い）SATのスコアの middle 50% は Math 780-800、Critical reading 710-770、ACTは33-35であった。
なお余談であるが、ハーベイ・マッド大学は、ウェイクフォレスト大学とともに、米国の4年制大学の中で、入学試験にACT ではなくSATのスコアしか認めない大学として、長い間注目されていた。しかし、ウェイクフォレスト大学は2006年に、ハーベイ・マッド大学は2007年に、この方針を廃止し、ACTの成績を受け入れ始めた。

### ランキング
ハーベイ・マッド大学は、歴史が浅く、STEM教育に偏った少人数校であるため、比較的知名度が低く、日本人留学生も非常に少ない。しかし、先端技術産業や理系大学院では著名であり、その教育の質と卒業生の能力は高い評価を受けている。
特に、コンピュータサイエンスとエンジニアリングに強く、U.S. News & World Report’s Best Colleges 2021によると、工学の学部教育において、全米2位の評価を受けている。
また、“Best in the Specialties”（専門分野別評価）でも、機械工学で2位、電気/電子/通信工学で3位、土木工学で4位、コンピュータサイエンスで4位にランクインした。
日本の大学院よりも遥かに狭き門であるアメリカの大学院への進学に輝かしい実績を残している。アメリカ国立科学財団 の報告によると、ハーベイ・マッド大学は、全米の大学で、理工系の博士号取得率１位を維持しており、総合大学を含めても２位である（1位は カリフォルニア工科大学、3位はマサチューセッツ工科大学）。主な博士課程（大学院）進学先は、カリフォルニア工科大学、スタンフォード大学、マサチューセッツ工科大学など。

『Washington Monthly』誌は、社会的流動性、研究、公共サービスの促進などから算出した公益への貢献度に基づき、2020年にはハーベイ・マッド大学を米国のリベラルアーツカレッジ 218校中、5位にランク付けした。 
しかし、『Money』誌は、「Best Colleges For Your Money 2019」レポートで、ハーベイ・マッド大学を744校中136位にランク付けした。
2019年の”Forbes”は、650校の陸軍士官学校、国立大学、リベラル・アーツ・カレッジなどを対象とした「America's Top Colleges」ランキングで23位と高く評価している。
“U.S. News & World Report”の2021年版「America's Best Colleges」レポートにおいて、ハーベイ・マッド大学は、米国のベスト・リベラル・アーツ・カレッジの25位、修士号までを最高学位とする米国の学部制エンジニアリング・スクールの2位、また評価対象となった米国のリベラル・アーツ・カレッジ50校の中で「最も革新的な学校」の6位にランクインしている。
最近のランキングでは、 Niche College Rankingsがハーベイ・マッド大学を、全米のリベラルアーツ大学の第3位、大学の第28位にランク付けしている。

## 学費
ハーベイ・マッド大学は2016年、年間の総費用（授業料、手数料、部屋代、食事代）は $69,717（およそ 762万円）で、2年連続米国で最も学費の高い大学となった。保険や諸経費を含めると年間約900万円強が必要で、さらに夏休みに研究や留学、追加授業を希望する場合、別途支払いが必要となる。この学費は年々増加しており、新入生の約70％が大学や奨学金団体など、なんらかの学資援助を受けている。

## アスリート
ハーベイ・マッド大学の選手は、クレアモント・マッケナ大学と Scripps Collegeの選手とともに、Claremont-Mudd-Scripps Stags and Athenas (CMS)として競い合っている。 これらのチームは、NCAA Division IIIin the  Southern California Intercollegiate Athletic Conference(SCIAC)に参加している。なお、男子チームのマスコットはStanley the Stag、女子チームのマスコットはAthenas。チームカラーは、カーディナルレッドと金。

### 歴史
2016-2017年度の The Division III Fall Learfield Director's Cup Standings によると、CMSは全プログラムの中で12位、SCIACのカレッジの中では1位。

### スポーツ
21の男女のチームがある。
男子
| - 野球 - バスケットボール - クロスカントリー - フットボール - ゴルフ | - サッカー - 水泳・ダイビング - テニス - 陸上競技 - 水球 |

女子
| - バスケットボール - クロスカントリー - ゴルフ - ラクロス - サッカー - ソフトボール | - 水泳・ダイビング - テニス - 陸上競技 - バレーボールl - 水球 |

### 施設
- 野球 — Bill Arce Field
- バスケットボール・バレーボール — Roberts Pavilion
- フットボール・ラクロス — John Zinda Field
- ソフトボール — Softball Field
- サッカー — John Pritzlaff Field
- 水泳・ダイビング — Matt M. Axelrood Pool
- テニス — Biszantz Family Tennis Center
- 陸上競技 — Burns Track Complex[46]

### ライバル
CMSの最大のライバルは、クレアモント・カレッジズのポモナ・カレッジとピッツァー大学で構成される Pomona-Pitzer Sagehens (PP)である。

## カリフォルニア工科大学との関係
自然科学と工学に強いことで知られるカリフォルニア工科大学は、ハーベイ・マッド大学から 26マイル (42 km) の距離にある。ハーベイ・マッド大学の学生たちは、しばしばカリフォルニア工科大学にいたずらをして楽しむことで有名である。例えば、1986年には、ハーベイ・マッド大学の学生がカリフォルニア工科大学の Fleming House にある記念の大砲（元は州軍所有）を、メンテナンス担当者に扮してトラックに乗せ、”cleaning”（清掃）のために盗み出した。最終的に大砲を返却されたが、2006年、マサチューセッツ工科大学（MIT）がこのいたずらを再現し、全く同じ大砲をマサチューセッツ州ケンブリッジのキャンパスまで移動した。

## 卒業生
- Donald D. Chamberlin（英語版） (1966), SQL 共同開発者
- Richard Jones（英語版） (1972), 外交官、駐イスラエルアメリカ大使
- Stanley G. Love（英語版） (1987), 宇宙飛行士
- George Nelson（英語版） (1972), 宇宙飛行士
- Sean Plott（英語版）, eスポーツ解説者、デザイナー

など